# 100 meter häck för damer i friidrott vid olympiska sommarspelen 2016
Damernas 100 meter häcklöpning vid olympiska sommarspelen 2016, i Rio de Janeiro i Brasilien avgjordes den 16-17 augusti på Estádio Olímpico João Havelange.

## Medaljörer
| Spel           | Guld                | Silver      | Brons              |
| 100 meter häck | Brianna Rollins USA | Nia Ali USA | Kristi Castlin USA |

## Resultat

### Heat

#### Heat 1
| Placering | Idrottare          | Nationalitet | Tid   | Noteringar |
| --------- | ------------------ | ------------ | ----- | ---------- |
| 1         | Kristi Castlin     | USA          | 12,68 | Q          |
| 2         | Anne Zagré         | Belgien      | 12,85 | Q          |
| 3         | Nooralotta Neziri  | Finland      | 12,88 | Q          |
| 4         | Shermaine Williams | Jamaica      | 12,95 | q          |
| 5         | Susanna Kallur     | Sverige      | 13,04 |            |
| 6         | Caridad Jerez      | Spanien      | 13,26 |            |
| 7         | Katy Sealy         | Belize       | 15,79 |            |
| –         | Mulern Jean        | Haiti        | DQ    | R168,7b    |

#### Heat 2
| Placering | Idrottare             | Nationalitet | Tid   | Noteringar |
| --------- | --------------------- | ------------ | ----- | ---------- |
| 1         | Nia Ali               | USA          | 12,76 | Q          |
| 2         | Phylicia George       | Kanada       | 12,83 | Q          |
| 3         | Pedrya Seymour        | Bahamas      | 12,85 | Q          |
| 4         | Wu Shuijiao           | Kina         | 13,03 |            |
| 5         | Maila Machado         | Brasilien    | 13,09 |            |
| 6         | Michelle Jenneke      | Australien   | 13,26 |            |
| 7         | Ekaterina Poplavskaja | Belarus      | 13,45 |            |
| 8         | Beate Schrott         | Österrike    | 13,47 |            |

#### Heat 3
| Placering | Idrottare             | Nationalitet   | Tid   | Noteringar |
| --------- | --------------------- | -------------- | ----- | ---------- |
| 1         | Cindy Ofili           | Storbritannien | 12,75 | Q          |
| 2         | Nadine Hildebrand     | Tyskland       | 12,84 | Q          |
| 3         | Isabelle Pedersen     | Norge          | 12,86 | Q, PB      |
| 4         | Andrea Ivančević      | Kroatien       | 12,90 | q, SB      |
| 5         | Brigitte Merlano      | Colombia       | 13,09 |            |
| 6         | Angela Whyte          | Kanada         | 13,09 |            |
| 7         | Elisavet Pesiridou    | Grekland       | 13,10 |            |
| 8         | Anastassija Pilipenko | Kazakstan      | 13,29 |            |

#### Heat 4
| Placering | Idrottare        | Nationalitet   | Tid   | Noteringar |
| --------- | ---------------- | -------------- | ----- | ---------- |
| 1         | Cindy Roleder    | Tyskland       | 12,86 | Q          |
| 2         | Tiffany Porter   | Storbritannien | 12,87 | Q          |
| 3         | Nickiesha Wilson | Jamaica        | 12,89 | Q, SB      |
| 4         | Clélia Reuse     | Schweiz        | 12,91 | q          |
| 5         | Cindy Billaud    | Frankrike      | 12,98 | q          |
| 6         | Kierre Beckles   | Barbados       | 13,01 |            |
| 7         | Hanna Plotitsjna | Ukraina        | 13,12 |            |
| 8         | Marthe Koala     | Burkina Faso   | 13,41 |            |

#### Heat 5
| Placering | Idrottare             | Nationalitet | Tid   | Noteringar |
| --------- | --------------------- | ------------ | ----- | ---------- |
| 1         | Jasmine Camacho-Quinn | Puerto Rico  | 12,70 | Q          |
| 2         | Alina Talaj           | Belarus      | 12,74 | Q          |
| 3         | Pamela Dutkiewicz     | Tyskland     | 12,90 | Q          |
| 4         | Nikkita Holder        | Kanada       | 12,92 | q, SB      |
| 5         | Oluwatobiloba Amusan  | Nigeria      | 12,99 | q          |
| 6         | Karolina Kołeczek     | Polen        | 13,04 |            |
| 7         | Oksana Sjkurat        | Ukraina      | 13,22 |            |
| 8         | Yvette Lewis          | Panama       | 13,35 |            |

#### Heat 6
| Placering | Idrottare             | Nationalitet     | Tid   | Noteringar |
| --------- | --------------------- | ---------------- | ----- | ---------- |
| 1         | Brianna Rollins       | USA              | 12,54 | Q          |
| 2         | Megan Simmonds        | Jamaica          | 12,81 | Q          |
| 3         | Sandra Gomis          | Frankrike        | 13,04 | Q          |
| 4         | Nadine Visser         | Nederländerna    | 13,07 |            |
| 5         | Fabiana Moraes        | Brasilien        | 13,22 |            |
| 6         | Valentina Kibalnikova | Uzbekistan       | 13,29 |            |
| 7         | Olena Janovska        | Ukraina          | 13,32 |            |
| –         | Reïna-Flor Okori      | Ekvatorialguinea | DNS   |            |

### Semifinaler

#### Semifinal 1
| Placering | Idrottare          | Nationalitet   | Tid   | Noteringar |
| --------- | ------------------ | -------------- | ----- | ---------- |
| 1         | Brianna Rollins    | USA            | 12,47 | Q          |
| 2         | Pedrya Seymour     | Bahamas        | 12,64 | Q, NR      |
| 3         | Cindy Roleder      | Tyskland       | 12,69 | q          |
| 4         | Tiffany Porter     | Storbritannien | 12,82 | q          |
| 5         | Shermaine Williams | Jamaica        | 12,86 |            |
| 6         | Andrea Ivančević   | Kroatien       | 12,93 |            |
| 7         | Sandra Gomis       | Frankrike      | 13,23 |            |
| 8         | Alina Talay        | Belarus        | 13,66 |            |

#### Semifinal 2
| Placering | Idrottare             | Nationalitet | Tid   | Noteringar |
| --------- | --------------------- | ------------ | ----- | ---------- |
| 1         | Nia Ali               | USA          | 12,65 | Q          |
| 2         | Phylicia George       | Kanada       | 12,77 | Q          |
| 3         | Oluwatobiloba Amusan  | Nigeria      | 12,91 |            |
| 4         | Nadine Hildebrand     | Tyskland     | 12,95 |            |
| 5         | Clélia Reuse          | Schweiz      | 12,96 |            |
| 6         | Nooralotta Neziri     | Finland      | 13,04 |            |
| 7         | Nickiesha Wilson      | Jamaica      | 13,14 |            |
| –         | Jasmine Camacho-Quinn | Puerto Rico  | DQ    | R168,7b    |

#### Semifinal 3
| Placering | Idrottare         | Nationalitet   | Tid   | Noteringar |
| --------- | ----------------- | -------------- | ----- | ---------- |
| 1         | Kristi Castlin    | USA            | 12,63 | Q          |
| 2         | Cindy Ofili       | Storbritannien | 12,71 | Q          |
| 3         | Isabelle Pedersen | Norge          | 12,88 |            |
| 4         | Pamela Dutkiewicz | Tyskland       | 12,92 |            |
| 5         | Megan Simmonds    | Jamaica        | 12,95 |            |
| 6         | Cindy Billaud     | Frankrike      | 13,03 |            |
|           | Nikkita Holder    | Kanada         | DQ    |            |
|           | Anne Zagré        | Belgien        | DQ    |            |

### Final
| Placering | Idrottare       | Nationalitet   | Tid   | Noteringar |
| --------- | --------------- | -------------- | ----- | ---------- |
| 1         | Brianna Rollins | USA            | 12,48 |            |
| 2         | Nia Ali         | USA            | 12,59 |            |
| 3         | Kristi Castlin  | USA            | 12,61 |            |
| 4         | Cindy Ofili     | Storbritannien | 12,63 | SB         |
| 5         | Cindy Roleder   | Tyskland       | 12,74 |            |
| 6         | Pedrya Seymour  | Bahamas        | 12,76 |            |
| 7         | Tiffany Porter  | Storbritannien | 12,76 |            |
| 8         | Phylicia George | Kanada         | 12,89 |            |